# Серпантинка
62°42′08″ пн. ш. 150°01′05″ сх. д. / 62.702222° пн. ш. 150.018056° сх. д.
Табір «Серпантинка» або «Серпантинна» (рос. Серпантинка, Серпантинная) — зміцнені в літературі назву місця виконання розстрільних вироків при стані Хатыннах, яке стало синонімом гаранинщины, друге з таких місць по таборах  Сєввостлага і слідча в'язниця НКВС, організовані в середині 1930-х років. Назву отримав через звивисту дорогу до нього. Знаходився приблизно в двадцяти кілометрах на північний схід від районного центру Магаданської області — селища Ягодне, по дорозі на копальню «Штурмова» (колиш.), на північному перевалі хребта Черського по правому березі річки Хатиннах (на лівому березі знаходився табірний підрозділ «Відрядження Челюскін»).
Назва стало відомо завдяки згадці в художній літературі (мемуари) вижили в ув'язненні на Колимі, а також пам'ятника страченим, встановленим неподалік, у селищі Хатыннах. Місцеві краєзнавці проводять збір матеріалів для відновлення історичної правди (протоколи розстрілів з датами і місцем страти).

## Історія
У Серпантинці виконувалися смертні вироки, які були винесені трійками-трибуналами для ув'язнених Колими. Табір, по периметру, був обтягнутий колючим дротом. У кутах квадрата стояли сторожові вишки з кулеметами. Над входом до табору висів лозунг: «Праця в СРСР — справа честі, справа слави, справа доблесті і геройства (Й. В. Сталін)».
У таборі застосовувалися тортури. Розстрільні накази зачитувалися майже щодня і число розстріляних за день деколи сягало сотні, засуджені за 58 статтею. Тут були знищені близько 30 тисяч осіб. Тіла вбитих у канавах засипали землею. «Серпантинка» спорожніла після розстрілу Єжова. Після смерті Сталіна табір стерли з лиця землі (вишки і бараки були підірвані).

За Енн Епплбом, цей табір навмисне було збудовано в якомога холоднішому та темнішому місці Колими. Він був потужніше укріпленим, в порівнянні з іншими схожими таборами. Тільки його назва слугувала залякуванням для в'язнів: висилка на Серпантинку прирівнювалась до смертного вироку. За розповіддю одного з небагатьох, що вижили, бараки там 
|  | «були такі набиті, що сидіти на підлозі можна було тільки по черзі, інші стояли. Вранці відчинялися двері, і викликали 10–12 осіб по прізвищах. Ніхто не відповідав. Тоді хапали абикого і везли на розстріл». |

Про табір згадали у 1980-і роки, коли тут почали видобуток золота. Однак, разом з гірською породою на промивний конвеєр стали потрапляти зуби, кістки і кулі. Старателі тут працювати відмовилися і видобуток золота зупинили.

## Твори про Серпантинку
- Дмитро Волзький. Серпантинка[9].
- Віктор Сербський. Уроки географии[10].

## Меморіал
У долині Хатиннаха, так званій, Долині Смерті, поруч з копальнею імені Водоп'янова і табором «Серпантинка», був встановлений меморіал пам'яті. Півтораметровий гранітний пам'ятник на честь жертв політичних репресій встановили 22 червня 1991 року. Він був зведений всупереч бажанню місцевої влади. Схожий на грубу робочу рукавицю, з написом на дошці:«На цьому місці в 1930-х роках була слідча тюрма «Серпантинка». Тут страчені десятки тисяч репресованих громадян, прах яких покоїться в Долині Смерті».